# Irakli Mcituri
Irakli Mcituri (gruz.  ირაკლი მწითური; ur. 13 sierpnia 1995) – gruziński zapaśnik walczący w stylu wolnym. Brązowy medalista mistrzostw świata w 2019. Trzeci na mistrzostwach Europy w 2019; piąty w 2018. 
Trzeci na MŚ U-23 w 2017. Wicemistrz Europy U-23 w 2016 i 2018 roku.